# 사브리나 알베르게티
사브리나 알베르게티(이탈리아어: Sabrina Alberghetti, 1980년 5월 24일 ~ )는 캐나다 밴쿠버에 사는 스토리보드 아티스트, 만화가이다.

## 경력
- 에드라는 이름의 세친구 (2004년)
- 말하는 강아지 마사 (2007년)
- 달콤살벌 미스터 캣 (2009년)
- 마이 리틀 포니: 이퀘스트리아 걸즈 (2013년)
- 마이 리틀 포니: 우정은 마법 (2010년~2014년)
- 트랜스포머: 레스큐봇 (2014년)
- 마이 리틀 포니: 이퀘스트리아 걸즈 - 레인보우 락 (2014년)